# Centre local d'emploi
Pour les articles homonymes, voir CLE.
Un Centre local d'emploi (CLE) est un centre de services du Ministère du Travail, de l'Emploi et de la Solidarité sociale du Québec chargé d'administrer l'aide en matière d’emploi ou l’aide de dernier recours dans un territoire socio-sanitaire défini au Québec. On compte quelque 150 CLE au Québec, ils offrent pour la plupart des services d’emploi et d’aide financière.  

## Liste des Centres locaux d'emploi (CLE) par régions administratives

### (05) - Estrie
| Centre de services  | MRC desservie          | Adresse                                                       |
| ------------------- | ---------------------- | ------------------------------------------------------------- |
| CLE d'Asbestos      | Les Sources            | 597, boulevard Simoneau, Asbestos (Québec) J1T 4G7            |
| CLE de Coaticook    | Coaticook              | 29, rue Main Est, bureau 201, Coaticook (Québec) J1A 1N1      |
| CLE de Lac-Mégantic | Le Granit              | 5400, rue Papineau, Complexe C, Lac-Mégantic (Québec) G6B 0B9 |
| CLE de Magog        | Memphrémagog           | 1700, rue Sherbrooke, bureau 100, Magog (Québec) J1X 5B4      |
| CLE de Sherbrooke   | Sherbrooke             | 70, rue King Ouest, bureau 100, Sherbrooke (Québec) J1H 0G6   |
| CLE de Windsor      | Le Val-Saint-François  | 5, rue des Sources, bureau 110, Windsor (Québec) J1S 2X3      |
| CLE d'East Angus    | Le Haut-Saint-François | 120, rue Angus Nord, East Angus (Québec) J0B 1R0              |

### (06) - Montréal
| Centre de services             | Secteur desservie               | Adresse                                                              |
| ------------------------------ | ------------------------------- | -------------------------------------------------------------------- |
| CLE d'Ahuntsic                 | Ahuntsic-Cartierville, Montréal | 10520, boulevard de l'Acadie, Montréal (Québec) H4N 1L9              |
| CLE de la Côte-des-Neiges      |                                 |                                                                      |
| CLE de LaSalle                 | LaSalle, Montréal               | 2212, Avenue Dollard, 2e étage, LaSalle (Québec) H8N 1S6             |
| CLE de l'Ouest-de-l'Île        | Ouest de l'Île                  | 1000, boulevard Saint-Jean, 4e étage, Pointe-Claire (Québec) H9R 5Y8 |
| CLE de Mercier                 |                                 |                                                                      |
| CLE de Montréal-Nord           |                                 |                                                                      |
| CLE de Parc-Extension          |                                 |                                                                      |
| CLE de Pointe Saint-Charles    |                                 |                                                                      |
| CLE de Rosemont–Petite-Patrie  |                                 |                                                                      |
| CLE de Sainte-Marie–Centre-Sud |                                 |                                                                      |
| CLE de Saint-Laurent           |                                 |                                                                      |
| CLE de Saint-Léonard           |                                 |                                                                      |
| CLE de Saint-Michel            |                                 |                                                                      |
| CLE de Verdun                  | Verdun, Montréal                | 1055, rue Galt, Verdun (Québec) H4G 2R1                              |
| CLE d'Hochelaga-Maisonneuve    |                                 |                                                                      |
| CLE du Plateau-Mont-Royal      |                                 |                                                                      |